# Kabinett Šimonytė

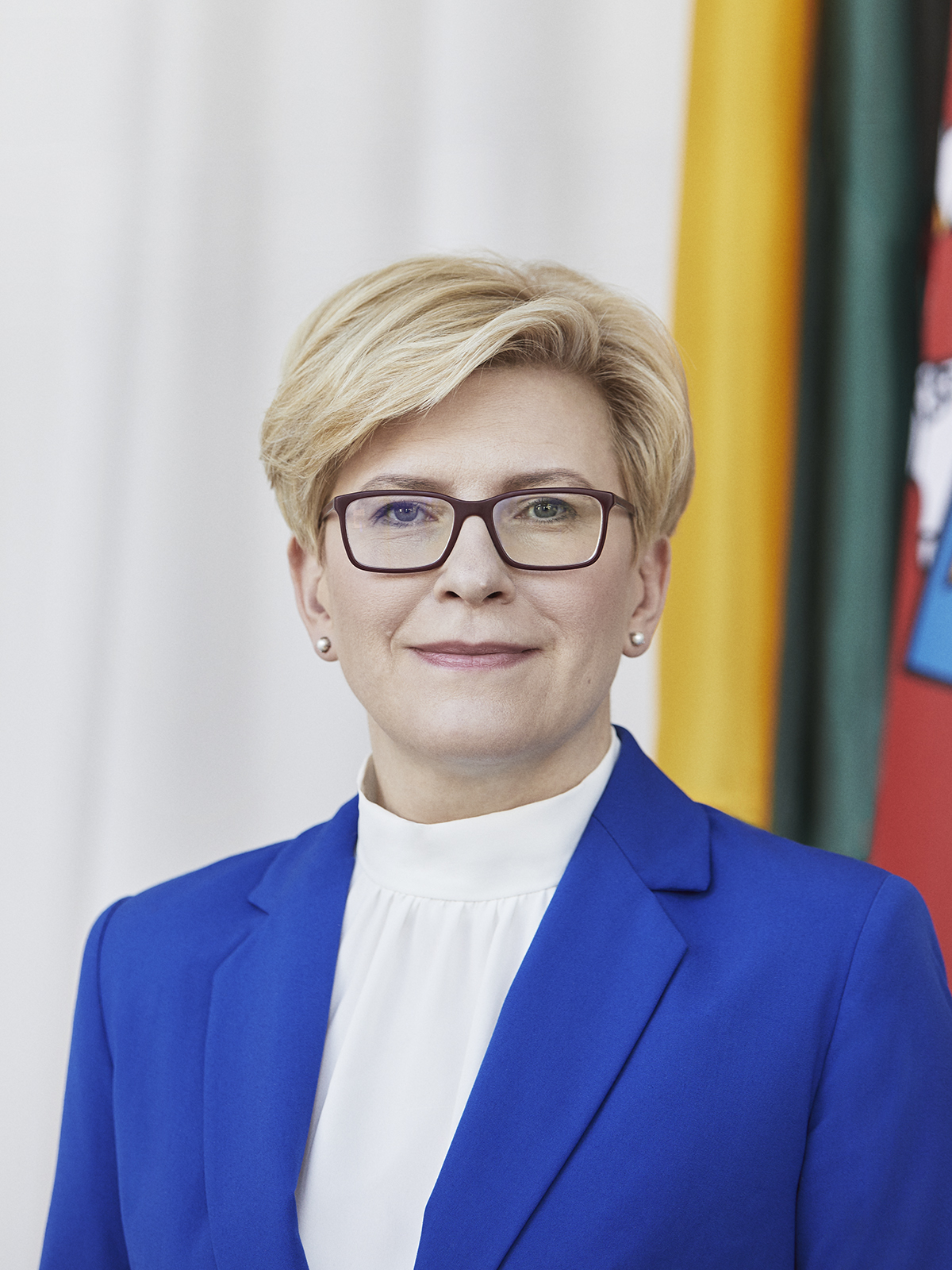
Premierministerin Ingrida Šimonytė

Das Kabinett Šimonytė war die 18. litauische Regierung seit 1990 und regierte vom 11. Dezember 2020 bis zum 12. Dezember 2024; die Regierungsbildung erfolgte im November / Dezember 2020. Die Regierung war eine Koalition aus drei Parteien: der konservativen Partei Tėvynės Sąjunga (TS-LKD) und den zwei liberalen Parteien Laisvės partija und LRLS. Die Mehrheit der Minister stellte TS-LKD als Gewinnerin der Parlamentswahl in Litauen 2020.

## Geschichte
Im Sommer 2010 vertrat Ingrida Šimonytė als Finanzministerin im Kabinett Kubilius II den damaligen Premierminister Andrius Kubilius während seines einen Monat andauernden Sommerurlaubs. Die Grundlage hierfür bildete ein Dekret der Präsidentin Dalia Grybauskaitė. Bereits im Vorfeld der Parlamentswahl 2020 war sie von der TS-LKD als Wahlistenführerin und Spitzenkandidatin für das Amt der Premierministerin vorgesehen. Nach der Seimas-Wahl wurde die konservative Partei zum Gewinner. Anschließend wurde sie vom litauischen Staatspräsidenten Gitanas Nausėda zur Premierministerin Litauens als eine gute Kandidatin in Erwägung gezogen. Am 25. November 2020 wurde Šimonytė vom 13. Seimas auf Vorschlag von Präsident Gitanas Nausėda ernannt und das Kabinett am 7. Dezember 2020 von Nausėda bestätigt. Am 11. Dezember 2020 folgte die Vereidigung des Kabinetts. Danach wurde auch die neue Regierungskanzlerin Litauens ernannt.
Bei der Parlamentswahl 2024 verlor die von Šimonytė geführte Koalition ihre Mehrheit. Die oppositionellen Sozialdemokraten gewannen und bildeten eine Koalition mit der Demokratischen Union für Litauen und der Morgenröte von Nemunas. Mit dem Amtsantritt der neuen Regierung endete die Amtszeit der Regierung Šimonytė am 12. Dezember 2024. Ministerpräsident des folgenden Kabinett Paluckas wurde Gintautas Paluckas.

## Minister
In der Regierung bestand aus 6 Ministerinnen und 8 Ministern.
Über frühere Ministererfahrungen verfügten nur drei Kabinettsmitglieder. Šimonytė war Finanzministerin (von 2009 bis 2012), Dainius Kreivys war Wirtschaftsminister (von Dezember 2008 bis März 2011) im Kabinett Kubilius II. Kęstutis Navickas war von 2016 bis 2018 als Umweltminister im vorherigen Kabinett unter Leitung von Saulius Skvernelis. Für die vorherige Regierung als Vizeminister der Wirtschaft (von 2018 bis 2020) arbeitete auch Verkehrsminister Marius Skuodis.
Gintarė Skaistė, ab Dezember 2020 Finanzministerin, war ab Juni 2024 gleichzeitig auch kommissarische Ministerin für Bildung, Wissenschaft und Sport sowie Ministerin für Sozialschutz und Arbeit, also Leiterin von drei Ministerien.

## Zusammensetzung
| Ressort                         | Bild | Person                         | Geboren | Partei          | Amtszeit   | Amtszeit   |
| Ressort                         | Bild | Person                         | Geboren | Partei          | Von        | Bis        |
| ------------------------------- | ---- | ------------------------------ | ------- | --------------- | ---------- | ---------- |
| Premier                         |      | Ingrida Šimonytė               | * 1974  | parteilos       | 11.12.2020 | 12.12.2024 |
| Bildung, Wissenschaft und Sport |      | Jurgita Šiugždinienė           | * 1972  | TS-LKD          | 11.12.2020 | 23.5.2023  |
| Bildung, Wissenschaft und Sport |      | Gintautas Jakštas              | * 1990  | parteilos       | 04.07.2023 | 04.2024    |
| Bildung, Wissenschaft und Sport |      | Radvilė Morkūnaitė-Mikulėnienė | * 1984  | TS-LKD          | 27.06.2024 | 12.12.2024 |
| Energie                         |      | Dainius Kreivys                | * 1970  | TS-LKD          | 11.12.2020 | 12.12.2024 |
| Finanzen                        |      | Gintarė Skaistė                | * 1981  | TS-LKD          | 11.12.2020 | 12.12.2024 |
| Wirtschaft und Innovationen     |      | Aušrinė Armonaitė              | * 1989  | Laisvės partija | 11.12.2020 | 12.12.2024 |
| Verkehr und Kommunikation       |      | Marius Skuodis                 | * 1986  | parteilos       | 11.12.2020 | 12.12.2024 |
| Kultur                          |      | Simonas Kairys                 | * 1984  | LRLS            | 11.12.2020 | 12.12.2024 |
| Verteidigung                    |      | Arvydas Anušauskas             | * 1963  | TS-LKD          | 11.12.2020 | 25.03.2024 |
| Verteidigung                    |      | Laurynas Kasčiūnas             | * 1982  | TS-LKD          | 26.03.2024 | 12.12.2024 |
| Soziales und Arbeit             |      | Monika Navickienė              | * 1981  | TS-LKD          | 11.12.2020 | 06.2024    |
| Soziales und Arbeit             |      | Vytautas Šilinskas             | * 1985  | parteilos       | 27.06.2024 | 12.12.2024 |
| Landwirtschaft                  |      | Kęstutis Navickas              | * 1970  | parteilos       | 11.12.2020 | 12.12.2024 |
| Innen                           |      | Agnė Bilotaitė                 | * 1982  | TS-LKD          | 11.12.2020 | 12.12.2024 |
| Äußeres                         |      | Gabrielius Landsbergis         | * 1982  | TS-LKD          | 11.12.2020 | 12.12.2024 |
| Justiz                          |      | Ewelina Dobrowolska            | * 1988  | Laisvės partija | 11.12.2020 | 12.12.2024 |
| Umwelt                          |      | Simonas Gentvilas              | * 1984  | LRLS            | 11.12.2020 | 12.12.2024 |
| Gesundheit                      |      | Arūnas Dulkys                  | * 1972  | parteilos       | 11.12.2020 | 08.2024    |
| Gesundheit                      |      | Aurimas Pečkauskas             | * 1987  | parteilos       | 08.2024    | 12.12.2024 |